# Danny McManus
(en) Statistiques sur statscrew
Danny McManus, né le 17 juin 1965, est un joueur, entraîneur et dirigeant américain de football canadien et de football américain. En tant que joueur, il a connu une carrière de 17 saisons comme quart-arrière (quarterback en Europe) dans la Ligue canadienne de football, établissant plusieurs records à sa position et remportant la coupe Grey à trois reprises. Il est nommé joueur par excellence de la ligue en 1999 et est membre du Temple de la renommée du football canadien. Il est actuellement directeur-général adjoint et directeur du dépistage aux États-Unis des Blue Bombers de Winnipeg.

## Biographie

### Carrière scolaire et universitaire
Danny McManus nait le 17 juin 1965 à Dania Beach en Floride. Il fréquente la South Broward High School (en) de la ville voisine de Hollywood, puis est recruté par l'entraîneur Bobby Bowden de l'université d'État de Floride pour jouer dans l'équipe de football américain des Seminoles. En quatre saisons, de 1984 à 1987, il devient un des meilleurs quarterbacks de l'histoire des Seminoles et connaît son heure de gloire en remportant le Fiesta Bowl de 1987, match où il est choisi le joueur le plus utile (MVP).

### Chiefs de Kansas City
McManus est choisi au 11e tour (282e choix au total) lors de la draft (repêchage) de 1988 de la NFL par les Chiefs de Kansas City. Il est retenu sur l'effectif final en tant que troisième quarterback, mais n'entre pas sur le terrain de la saison. Il n'est pas conservé sur l'équipe en 1989.

### Blue Bombers de Winnipeg
Après avoir été libéré des Chiefs, McManus se joint aux Blue Bombers de Winnipeg de la Ligue canadienne de football (LCF) en 1989, avant de les quitter pour retenter sa chance dans la NFL. L'année suivante, il revient pour de bon à Winnipeg, occupant le poste de quart-arrière substitut, et remportant avec son club le championnat de la ligue, la coupe Grey. Il entre en jeu au quatrième quart du match final alors que la victoire est déjà assurée et lance une passe de touché. Il est de nouveau substitut de Tom Burgess (en) pour la saison 1991, puis de Matt Dunigan en 1992. 

### Lions de la Colombie-Britannique
Danny McManus, devenu agent libre, signe en juin 1993 un contrat avec les Lions de la Colombie-Britannique. Lors de ses deux premières saisons il est toujours le second quart-arrière, d'abord de Danny Barrett (en) puis de Kent Austin (en). En 1994 McManus s'illustre lors de la finale de l'Ouest alors qu'il vient en relève à Austin, blessé, et orchestre une remontée qui permet à son club de remporter le match et se qualifier pour la finale de la coupe Grey. Lors de ce match ultime, McManus est de nouveau appelé à contribuer en remplaçant Austin à la mi-temps et contribue à l'attaque, en particulier en marquant lui-même un touché au troisième quart, remportant ainsi sa deuxième coupe Grey.
L'année suivante McManus devient titulaire indiscutable des Lions, mais il s'agit de sa dernière avec le club car celui-ci le libère en avril et il signe peu après avec les Eskimos d'Edmonton.

### Eskimos d'Edmonton
McManus joue deux saisons comme quart-arrière titulaire à Edmonton, menant son club à la finale de la coupe Grey en 1996.

### Tiger-Cats de Hamilton
Redevenu agent libre après la saison 1997, McManus rejoint les Tiger-Cats de Hamilton en février 1998. Il y est rejoint par son receveur de passes préféré, Darren Flutie (en), avec qui il avait joué à Vancouver et Edmonton. 
McManus joue huit saisons à Hamilton, établissant des records d'équipe dans plusieurs catégories : verges gagnées par la passe (33 841), passes de touché (164), passes tentées (4 257) et passes réussies (2 368). Son club atteint la finale de la coupe Grey en 1998, qu'ils perdent cependant contre Calgary. Parmi les faits saillants, la saison 1999 est particulièrement notable : McManus passe pour 5 318 verges, son plus haut total en carrière, mène les siens à la conquête de la coupe Grey dont il est nommé le joueur le plus utile, et mérite le titre de joueur par excellence de la ligue. 

### Stampeders de Calgary
Après la fin de la saison 2005, McManus est échangé aux Eskimos d'Edmonton en compagnie de deux autres joueurs et d'un choix au repêchage contre Jason Maas. Il ne joue cependant pas à Edmonton, étant échangé en avril 2006 aux Stampeders de Calgary pour servir de subsitut et de mentor à l'étoile montante Henry Burris. Il annonce sa retraite en avril 2007.

### Carrière d'entraîneur et de dépisteur
Dès sa retraite, McManus est engagé par le réseau TSN comme commentateur. Il reprend cependant un rôle plus actif en juillet 2008 lorsque les Tiger-Cats l'engagent comme entraîneur consultant responsable des quarts-arrières. Il devient ensuite dépisteur pour le club, puis dépisteur en chef pour les États-Unis. Les Blue Bombers de Winnipeg l'engagent en décembre 2013 dans les mêmes fonctions, auxquelles s'ajoutent celles de directeur-général adjoint.

## Trophées et honneurs
- Joueur le plus utile (MVP) du Fiesta Bowl : 1987
- Meilleure cote d'efficacité du quart-arrière en carrière dans la LCF avec 110,2[20]. Jusqu'à la saison 2023 incluse.
- Meilleur pourcentage de passes complétées en carrière dans la LCF avec 67,5[20] (record battu depuis).
- Cinquième de l'histoire de la Ligue canadienne de football pour le nombre de verges par la passe avec 53 255[21] (en date de 2025)
- Meilleur passeur de l'histoire des Tiger-Cats de Hamilton[22]
- Joueur par excellence de la Ligue canadienne de football : 1999
- Trophée Jeff-Nicklin (joueur par excellence de la division Ouest) : 1999
- Trophée Tom-Pate : 2005
- Équipe d'étoiles de la Ligue canadienne de football : 1999
- Équipe d'étoiles de la division Est de la LCF : 1999
- Meilleur joueur du match de la coupe Grey : 1999
- Intronisé au Temple de la renommée du football canadien en 2011 à titre de joueur[23].
- Intronisé au Florida State University Athletic Hall of Fame en 1995[24].